# Далтон, Хлои
Хлои Элиша Далтон OAM (англ. Chloe Elysha Dalton, родилась 11 июля 1993 года) — австралийская регбистка, выступающая на позиции нападающей за женскую сборную Австралии по регби-7, и игрок в австралийский футбол. Олимпийская чемпионка по регби-7 2016 года. В австралийском футболе представляет команду «Карлтон».

## Карьера игрока

### Регби
Далтон выступала на клубном уровне за команды университета Маккуори и Сиднейского университета, в сезоне 2015/2016 одержала победу в Мировой серии по регби-7. В 2016 году Хлои Далтон вошла в заявку сборной Австралии по регби-7 на Олимпийские игры в Рио-де-Жанейро (игровой номер 8). На турнире Хлои занесла две попытки: по одной в матчах против сборных Фиджи и Канады, а также совершила 12 успешных реализаций, итого набрав 34 очка. Австралийская команда победила новозеландок в финале и завоевала олимпийское золото в этом виде спорта. Как олимпийская чемпионка, 26 января 2017 года в День Австралии Далтон была награждена Медалью Ордена Австралии.

### Австралийский футбол
В 2018—2019 годах Далтон, взяв перерыв в регби, выступала за женский состав команды по австралийскому футболу «Картлон» из Австралийской футбольной лиги.

## Личная жизнь
Далтон учится в Сиднейском университете по специальности «физиотерапия», готовится к получению степени бакалавра прикладных наук.
Ее Raising Hare вошло в шорт-лист Women's Prize for Non-Fiction (2025).